# たかぎ七彦
たかぎ 七彦（たかぎ ななひこ）は、日本の漫画家。『モーニング』で短編作品を発表した後、『アンゴルモア 元寇合戦記』を発表。連載中。

## 人物
兵庫県出身。少年時代に横山光輝の『三国志』の影響を受けた。
小学館新人コミック大賞で入選。『モーニング』にて『なまずランプ』を掲載した。

## 作品

### 連載
- アンゴルモア 元寇合戦記（『サムライエース』→『ComicWalker』、角川書店、2013年 - 2018年、全10巻）
  - アンゴルモア 元寇合戦記 博多編（『ComicWalker』KADOKAWA、2019年 - 連載中、既刊11巻） - 『アンゴルモア 元寇合戦記』の続編。

### 短編作品
- なまずランプ（2008年 - 2009年7月）[3]
- スクランブル（2015年9月、『ヤングマガジン』2015年44号）[4]

### その他
- 防衛省広報誌『MAMOR』2011年10月号（扶桑社）のスクランブル特集にて、航空自衛隊の緊急発進の様子を描いた9ページの漫画を担当（タイトルはなし）。

## 師匠
- 橋口たかし
- 武村勇治